# أوتورونكو
أوتورونكو هو بركان خامل يقع في بوليفيا،يبلغ إرتفاعه 6008 متر،كان البركان نشط خلال العصر الحديث الأقرب.